# キティヌポン・ケドレン
キティヌポン・ケドレン（英語: Kittinupong Kedren、タイ語:  กิตตินุพงษ์ เกตุเรน、1996年7月19日 - ）は、タイの男子バドミントン選手。
2014年の男子ダブルス世界ジュニア王者。

## 経歴
ジュニア時代は、デチャポル・プアヴァラヌクローとペア組み、2014年の世界ジュニア選手権で優勝した。
2017年の東南アジア競技大会では、準決勝でファジャル・アルフィアン / ムハマド・リアン・アルディアントを破り、決勝でオン・ユーシン / テオ・イーイを破って優勝した。
2021年からは、スパク・ジョムコーとペアを組む。